# Schronisko w Kalwarii
Schronisko w Kalwarii (Schronisko w Kalwarii I) – jaskinia, a właściwie schronisko, w Dolinie Chochołowskiej w Tatrach Zachodnich. Wejście do niej położone jest w dolince Dudziniec, na zboczu Kominiarskiego Wierchu, w skałach Kalwarii, na wysokości 1160 m n.p.m. Długość jaskini wynosi 10 metrów, a jej deniwelacja 4 metry.

## Opis jaskini
Jaskinia składa się z podzielonej na dwie części nyży do której prowadzi szeroki otwór wejściowy z okapem. Odchodzi z niej 3-metrowy szczelinowy korytarzyk i 5-metrowa półka skalna.

## Przyroda
W jaskini występują nacieki grzybkowe. Przy otworze rosną porosty.

## Historia odkryć
Jaskinia była prawdopodobnie znana od dawna. Pierwszą wzmiankę o niej opublikował W.W. Wiśniewski w 1988 roku.

## Galeria

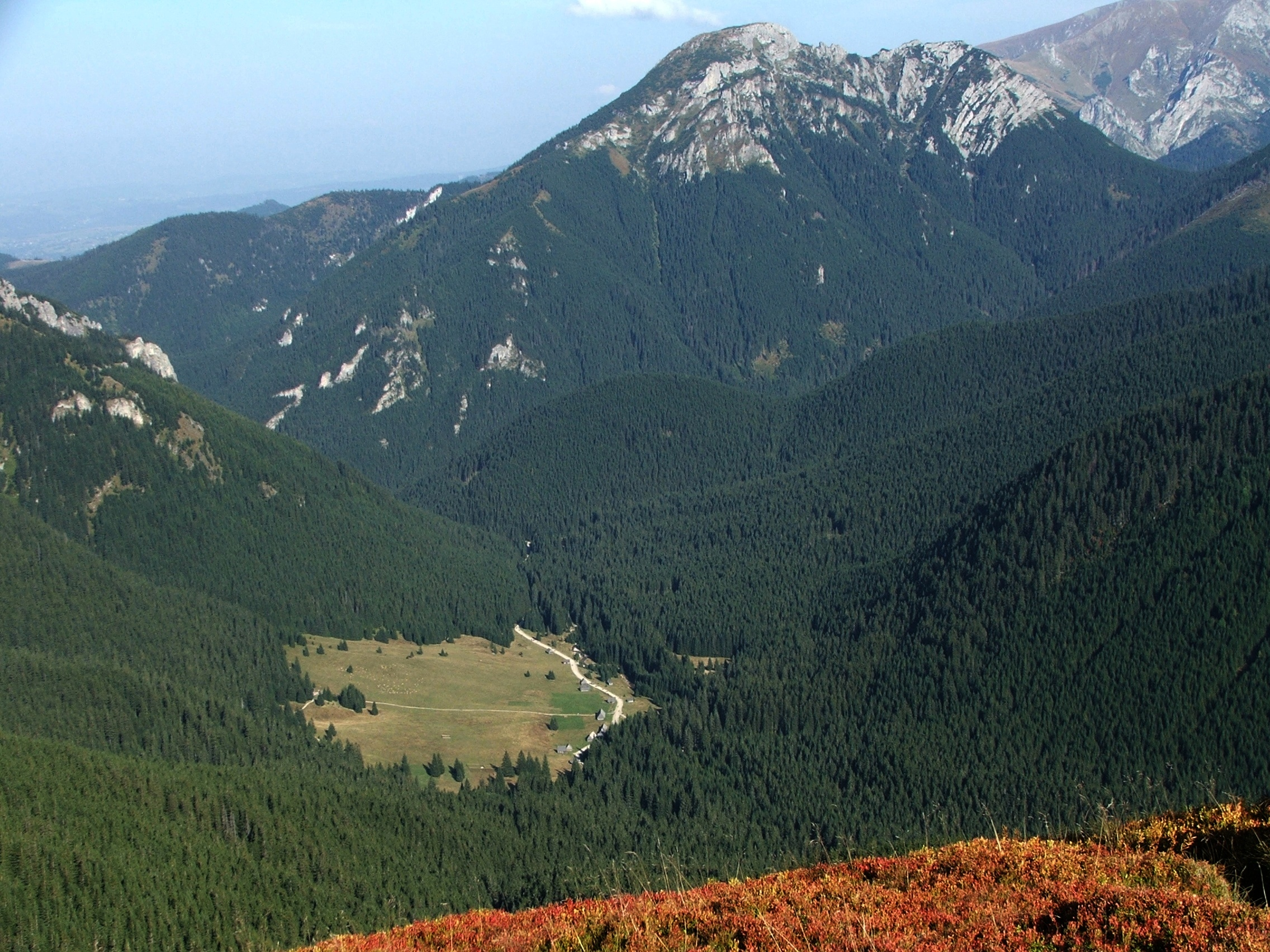
Widok na zachodnie zbocza Kominiarskiego Wierchu